# 青下第1ダム
青下第1ダム（あおしただいいちダム）は、宮城県仙台市青葉区、名取川水系青下川に建設されたダムである。

## 概要
仙台市水道の創設事業に引き続いて行われた第一次拡張事業により、1931年（昭和6年）から1934年（昭和9年）にかけて青下川に三つの水道専用ダムの建設工事が行われた。下流側から順に青下第1ダム、青下第2ダム、青下第3ダムとなっており、青下第1ダムは最下流側に位置している。いずれも越流式の重力式コンクリートダムであり，現在も稼働している。越流面に玉石を貼り込んだ玉石コンクリート造玉石貼である点が特徴である。また、青下第3ダムの上流には青下量水堰があり、ダムへの流入量を計測している。
青下第1ダムの上流側左岸寄りには青下第1ダム取水塔がある。これは独立塔状の鉄筋コンクリート造取水塔で、上中下三段の取水管より取水して主ダム下流側左岸の量水池に導水している。取水塔の塔頂部は青下第1ダム堤体上部に付設される管理橋（青下橋）に連絡している。
この周辺は青下水源地とよばれ、仙台市水道局の水道記念館、青下ダム旧管理事務所、青下ダム記念碑などがあり、散策路やハイキングコースが整備されている。
青下第1ダム、青下第2ダム、青下第3ダム、青下量水堰、青下第1ダム取水塔、青下ダム旧管理事務所、青下隧道入口、青下ダム記念碑は、国の登録有形文化財に登録されている。また、青下第1ダム、青下第2ダム、青下第3ダム、青下ダム旧管理事務所は、土木学会の「日本の近代土木遺産―現存する重要な土木構造物2000選」に選ばれている。青下水源地は、1985年（昭和60年）に近代水道百選に選ばれている。

## 沿革

### 青下ダム建設に至る背景
仙台市の近代水道は、1893年（明治26年）にイギリス人技術者のウィリアム・K・バルトンが仙台を訪れ、広瀬川の上流で水源地の測量と調査をおこなったことに始まる。1898年（明治31年）には、日本の近代水道の父と呼ばれる中島鋭治が上下水道の設計をおこなった。第一次世界大戦の開戦による鉄管の高騰などに伴う物資の不足のため上下水道工事には予定より多くの年月を要したが、1923年（大正12年）に仙台水道は給水を開始した。給水を開始した当初は市の人口約11万8000人に対し給水人口2万6000人と約21%の普及率であったため水量には十分の余裕があった。しかし給水が開始されて数年、周辺の町などが仙台市に編入され市域が拡大し人口が増加したことに伴い水道の普及率も上昇し、水需要が増え続けたために水不足が起きるようになった。また、仙台市のような寒冷地では、夏の需要期に限らず、冬季も凍結防止のための放水により給水量が増加することがしばしばあり、このことも水不足の要因となった。

### 工事の開始から完成に至るまで
当時の市議会では水源の拡張が検討され、1928年7月、広瀬川の支流青下川に貯水池3池を建設することが決定し、水源の調査測量が開始された。1931年6月、臨時拡張課を設置し、拡張工事の準備が始まった。工事は4工区に分けられ、それぞれに労務者を配置しその工区の工事にあたらせることになった。大沢村字大倉に宿泊所をつくり、そこに労務者を収容して工事に従事させた。
- 第1工区 水源貯水池から砂溜井までの貯水池、導水路工事
- 第2工区 分水池から中原浄水場までの導水路、浄水池工事
- 第3工区 中原浄水場集合井から荒巻配水池までの送水管工事
- 第4工区 市内の配水管工事
- 鉄管試験所 鉄管そのほかの検査試験作業

1931年10月7日、第一貯水池堰堤の基礎の掘削工事に着手した。
1931年11月14日、広瀬村熊ヶ根の貯水池現場で工事着手の地鎮祭を行なった。1931年末までは用地の取得などで終わり、工事はほとんど進められなかったが、翌年から工事が一斉に進められた。1932年2月1日、第二貯水池は、基礎の掘削に着手した。1932年3月には巡回道路用の隧道、第三貯水池の掘削工事に入った。5月には第一貯水池堰堤築造工事、6月には第二貯水池堰堤工事にそれぞれ着手した。7月には青下貯水池から大倉川右岸に亘る隧道 400 間（約727メートル）が貫通した。1932年末には第一、第二、第三貯水池堰堤の基礎の掘削工事が大方完了し、工事は順調に進んでいた。1933年11月19日、工事は一通り終了し通水式を挙行して工事の完成を祝った。その後記念碑が設立され、1934年3月末、翌年に繰り越された雑工事もすべて完了した。

### 失業者救済事業
この事業は、当初は失業者対策を目的として計画されたものではなかった。しかし、失業者救済事業として施工することによって、失業者の救済となるだけではなく、起債においても政府からの融資を受ける便宜があった。このような点から、内務省に強く陳情していたが、市会の議決を得て、失業者救済事業としての認可の申請をした。1931年5月12日に失業者救済事業の認可を得た。

## 地理
青下ダムは名取川水系青下川に建設されている。青下川は、仙台市を流れる一級河川である広瀬川に流れ、仙台市中心部を通過した後、名取川に合流し、太平洋へと注ぐ。（大倉ダムの地理項目を参照）

## 目的
青下ダムの目的は上水道供給であり、創設期の水道と合わせて給水人口180,000人、1日平均給水量20,160m³、1日最大給水量30,240m³を目標として建設された。青下第1ダム取水塔の1日最大取水量は11,750m³、2018年（平成30年）度の1日平均取水量は8,640m³であり、仙台市水道の合計取水量の3.4%を占めている。青下ダムから取水された水は、大倉ダムと大倉川から取水された水と共に中原浄水場を経由し、主に青葉区に供給されている。

## 青下隧道
青下隧道は青下第1ダム下流側左岸に設けられた量水池より中原浄水場へ向かう延長696メートル、幅6.0メートル、高さ3.9メートルの導水隧道である。隧道坑門は、坑口両脇の柱型やコーニス部のマチコレーション飾りなどで仕上げられた石造ポータルである。また坑口アーチ上部には「碧流混々」と書かれた扁額が掲げられており、これには「青々とした水の流れが尽きることなく湧いているように」という意味が込められている。

## 青下量水堰
青下量水堰は青下第3ダムの518m上流に位置する堤高2.0m、堤頂長20.0m、敷幅3.4mの玉石コンクリート造玉石貼の堰である。右岸近くに幅1.37m、深さ0.5mの切欠きを設けて常時の流水量を計量している。1999年（平成11年）6月7日に登録有形文化財となった。

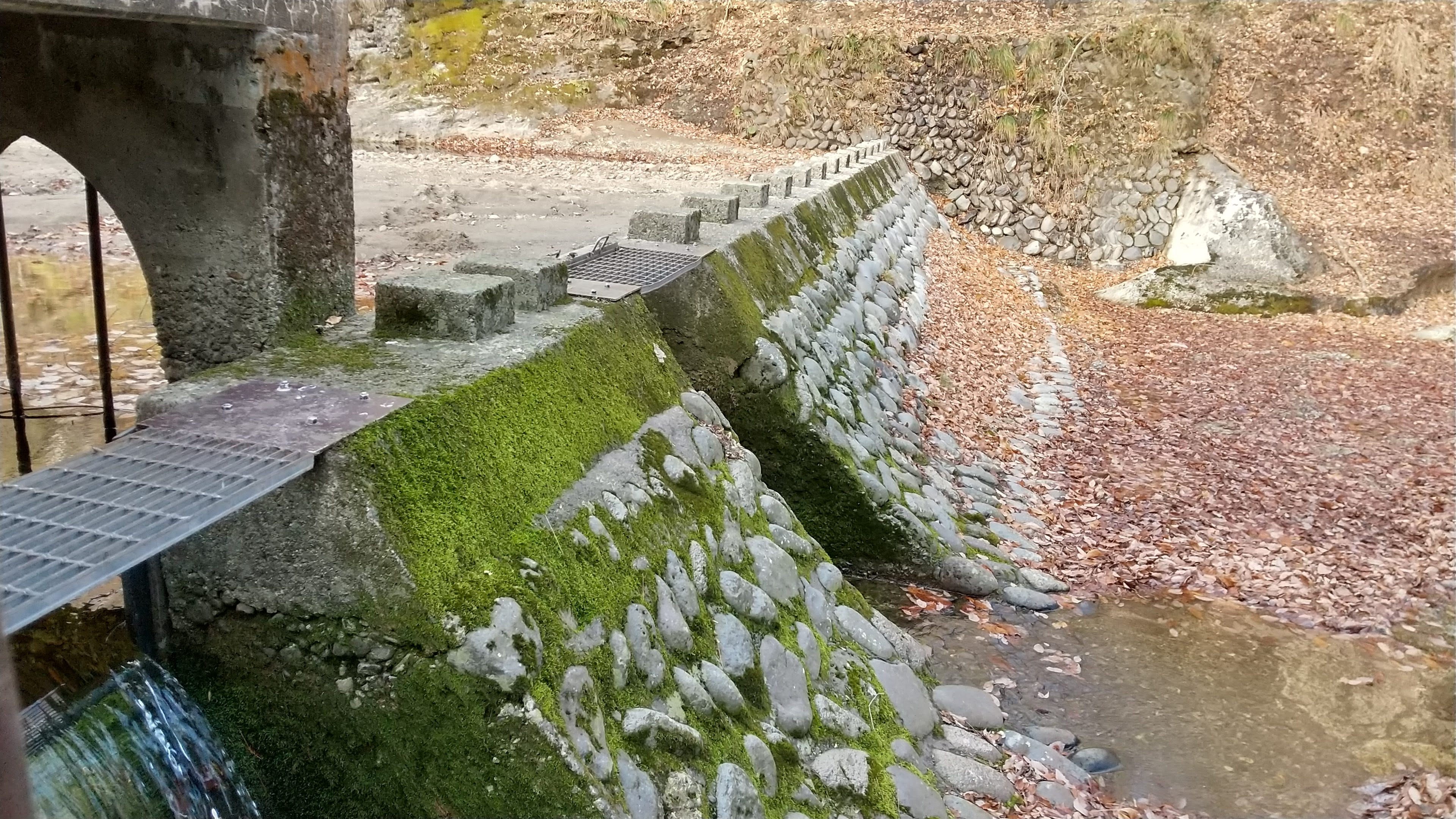
青下量水堰